# Jag haver en gång varit ung
Jag haver en gång varit ung är en psalm med text skriven av Johan Olof Wallin.
|  |
|  |

## Publicerad i
- 1819 års psalmbok som nr 360 under rubriken "Ungdom och ålderdom".[1]